# أنكر بوخ
أنكر بوخ (بالدنماركية: Anker Buch)‏ هو عازف كمان دنماركي، ولد في 25 مارس 1940، وتوفي في 1 أبريل 2014.

## وصلات خارجية
- أنكر بوخ على موقع IMDb (الإنجليزية)
- أنكر بوخ على موقع ميوزك برينز (الإنجليزية)